# Tramway de Debrecen
Le tramway de Debrecen est le réseau de tramway de la ville de Debrecen, chef-lieu du Hajdú-Bihar en Hongrie. C'est l'un des quatre réseaux de tramways de ce pays, avec ceux de Budapest, de Miskolc et de Szeged.
Mis en service en 1884, il ne comporte plus depuis 1970 que deux lignes, et est exploité par la société publique Debreceni Közlekedési Zrt. (DKV).

## Histoire
Le réseau de Debrecen a été mis en service le 2 octobre 1884. Il s'agissait alors d'un tramway à traction hippomobile ou à vapeur.
Il est électrifié en 1911 et compte, en 1940, 10 lignes soit 35 km.
Le réseau est détruit lors du bombardement de Debrecen, le 2 juin 1944, à la fin de la Seconde Guerre mondiale. Lors de la reconstruction de la ville, le tramway est remis en service en 1947 et compte alors 7 lignes. Le réseau sera réduit en 1970 à la ligne actuelle. Parallèlement est créé, en 1985, le réseau du trolleybus de Debrecen.
|  |  |

Une seconde ligne est inaugurée le 26 février 2014 entre la Place de Debrecen et la rue Doberdó (Doberdó utca). Longue de 3,5 km et reprend approximativement le tracé de l'ancienne ligne 5 du tramway disparu en 1970. Elle est équipée de 18 rames Urbos commandées à CAF, et livrées en 2013-2014,.

## Infrastructure
Le réseau est constitué de deux lignes dont une orientée nord/sud, à voie normale. Le réseau est long de 8 km. Il est électrifié sous 600 V continu.
| Ligne | Terminus                   | Matériel utilisé       |
| ----- | -------------------------- | ---------------------- |
| 1     | Nagyállomás ↔ Egyetem      | Ganz KCSV-6, FVV CSM-4 |
| 2     | Nagyállomás ↔ Doberdó utca | CAF Urbos 3            |

## Offre de service
Les deux lignes du réseau sont exploitées de 04:40 à 23:00 (00:20 le samedi). De treize à quinze heures, la fréquence est de 13 tramways à l'heure, et de dix tramways à l'heure la plupart du reste de la journée.

## Tarification et billetterie
La tarification et la billetterie est commune avec les trolleybus et autobus exploités par les DKV.

## Matériel roulant
| Image | Modèle                                                    | Numérotation      | Dépôts        | Nombre |
| ----- | --------------------------------------------------------- | ----------------- | ------------- | ------ |
|       | Ganz FVV CSM-4 Rames articulées à 3 caisses, livrée jaune | 484, 486, 489-491 | Salétrom utca | 5      |
|       | Ganz KCSV-6 Rames articulées à 2 caisses, livrée bleue    | 500-510           | Salétrom utca | 11     |
|       | CAF-Urbos 3 Rames articulées à 5 caisses                  | 511-528           | Salétrom utca | 18     |